# Simulium nigrum
Simulium nigrum är en tvåvingeart som först beskrevs av Johann Wilhelm Meigen 1804.  Simulium nigrum ingår i släktet Simulium och familjen knott. Inga underarter finns listade i Catalogue of Life.